# Hypercompe burmeisteri
Hypercompe burmeisteri är en fjärilsart som beskrevs av Rothschild 1910. Hypercompe burmeisteri ingår i släktet Hypercompe och familjen björnspinnare. Inga underarter finns listade i Catalogue of Life.

## Bildgalleri

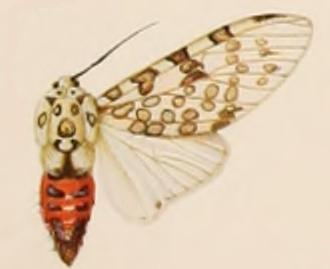